# 那海产
那海产，蒙古帝国将领，阿速人，失剌拔都儿的儿子。
元成宗大德六年（1302年）失剌拔都儿去世，那海产袭父职为阿速千户。元武宗至大二年（1309年），进宣武将军、右卫阿速亲军都指挥使，赐三珠虎符。泰定帝泰定二年（1325年），加明威将军。

## 家族
- 祖父：月鲁达某
  - 父：失剌拔都兒
    - 那海产